# 진수부장군
진수부장군(일본어: 鎮守府将軍, ちんじゅふしょうぐん)은 일본 나라 시대(奈良時代)부터 헤이안 시대(平安時代)에 걸쳐 무쓰 국(陸奥国)에 설치되었던 군정부인 진수부(鎭守府)의 장관으로, 율령에 규정이 없는 영외관이다. 헤이안 시대 중기 이후 무문(武門)의 최고 영예직으로 간주되었지만, 가마쿠라 막부의 성립으로 정이대장군(征夷大将軍)이 무가의 수장직으로서 상설 설치되고, 진수부장군의 권한과 지위는 그 안에 흡수되었다.

## 연혁

### 다가 성 시대
진주쇼군의 시작을 명기한 사료는 없으나, 알려진 한 나라 시대의 오노노 아즈마비토(大野東人)가 가장 오래되었고, 그가 초대 진주쇼군이었다고 한다. 사령부는 처음 '진소'(鎮所)로 불리다 나중에 '진주후'로 불렸다. 진키 원년(724년)에 다가 (타가성)에 성책이 수축되고 나서는 그곳에 설치된 것으로 여겨진다. 다가에는 또한 무쓰 국부가 놓여 있었다.
진주쇼군은 무쓰, 데와 양국에 주둔하는 병사를 지휘하고 평시에 단 한 장군으로서 양국의 북방에 있던 에미시와 대치하여 양국의 방위를 통괄했다. 관할 지역을 동일하게 하는 무쓰노카미와 무쓰 안찰사가 진주쇼군을 겸하고, 정치권과 군사권 모두를 갖는 경우도 자주 있었다.

### 이사와 성 시대
세이이타이쇼군 사카노우에노 다무라마로는 엔랴쿠 21년(802년)에 이사와 성을, 22년(803년)에 시바 성을 쌓았다. 축성과 함께(혹은 몇 년 뒤) 진주후는 이사와로 이전한 것으로 보이는데 정확하게 언제인지는 알 수 없다. 이사와보다 앞서  시바에 설치되었던 시기도 있었을 것으로 보기도 한다. 이후의 진주쇼군은 무쓰 국부와는 떨어져서 이사와에서 근무하게 되었다.
이사와로 옮기기 전의 진주후쇼군은, 무쓰노카미와 무쓰 안찰사 가 겸하는 것이 많았으며 정치와 군사 양 권한을 모두 가지고 북방 지역을 진정시키는 임무를 띤 직책이었지만, 옮긴 뒤에는 전임직이 되어 무쓰노카미보다 격이 내려가게 되었다. 행정 관료화된 쇼군의 직권이 고쿠시의 직권과 중복되는 부분도 있어, 쇼군과 국사의 격렬한 대립이 자주 일어났다. 이 때문에 진주후쇼군은 일찍부터 뛰어난 무사에게 주어지는 명예직처럼 바뀌게 되어 진주후에 머무르는 일도 적었으며 무쓰 진주후는 무쓰 국부보다 일찍 실질적으로 기능하지 못했다.
그러나 전9년의 역, 후3년의 역의 발생으로, 아키타 성의 기능도 진주후에 흡수되었기 때문에, 현지의 지휘관으로서 데와 국까지 미치는 군사 지휘권을 주어 부활했다고 하는 견해도 있다. 한편으로 진주후쇼군 자체가 아니라 데와 기요하라씨가 진주후, 아키타 성 쌍방의 재청관인들을 장악하고 있었으며, 그 위에 무쓰노카미가 위치해 있었다는 견해도 있다 .

### 이후
진주후쇼군은 무문의 영예로운 관직으로 여겨졌고, 많은 무사가 이 자리에 임관되었다. 특히 세이와 겐지의 미나모토노 쓰네모토 이후 대대로 그 후손들에게 진주후쇼군의 직책이 맡겨졌다. 쓰네모토의 적남 미쓰나카, 미쓰나카의 아들 요리미츠, 요리노부를 비롯해 특히 요리노부의 가계인 가와치 겐지에서 요리노부 이후, 요리요시와 요시이에 부자가 진주후쇼군으로 임명되었다. 쓰네모토 이래 요시이에까지 5대에 걸친 진주후쇼군 임관은 요시이에나 그 조상들의 무명(武名)과 어우러져 일본에서 무가의 도료로써 가와치 겐지의 이름을 높이게 되었다.
가마쿠라에 개부 즉 막부를 연 미나모토노 요리토모 이후는 세이이타이쇼군이 상설직이 되었기 때문에 사실상 무명화된 진주후쇼군이었지만, 겐무 정권 하에서는 일시 부활하여 기타바타케 아키이에 · 기타바타케 아키노부 등이 임관되었다. 다만, 이 인사는 관위상당제를 무시한 것이었기 때문에, 아키이에 자신의 주청에 의해, 3위 이상의 공경 이 이 직에 임관할 때에는 진주후다이쇼군이라고 호칭해, 세이이타이쇼군과 동격으로 하는 것이 허용되었다. 남북조 시대를 끝으로 진주후쇼군은 더 이상 임명되지 않았지만, 에도 시대에 들어서 도쿠가와 쇼군가의 원조로 자리매김한 닛타 요시시게(1202년 사망)에게 진주후쇼군이 추증되었다. 직책 자체는 앞에서 설명한 것과 같이 폐절되었지만, 관직의 의의만은 후세까지 살아 있었던 것이다.
천황, 황족, 대신과 몬제키의 거처를 고쇼라고 부르는데, 쇼군도 그 거소를 고쇼라 칭했다. 무로마치 막부 및 에도 막부는 모두 쇼군의 후계 가문 · 관련 신하들에게 고쇼라고 불리는 것을 허락하였다. 자세한 것은 고쇼 항목 참조.

## 진수장군·진수부장군의 일람
진주쇼군(진주후쇼군)을 맡은 인물의 일람. 사료상에 분명한 인물을 임관순으로 배열하는 것을 원칙으로 했지만, 《아즈마카가미》(吾妻鏡)에 따르면 사카노우에노 다무라마로에서 후지와라노 노리스에까지의 진수부 장군 선하는 70도에 이르기 때문에  덧붙여 탈루나 미비가 있을 것으로 보인다. 본 일람에서는, 계도류만으로 보이는 인물에 대해서도 추정에 의해 일부 이것을 보충( ※ 표), 그 외 사료성의 문제도 포함해 의문이 있는 인물에 대해서는, 말미에 참고로서 내세워 두었다. 전거는 특별히 언급이 없는 한 육국사의 해당 조에 의한다.
| 이름                                                      | 보임(불확실한 경우 첫 등장)                             | 겸직 ・ 위계                                                   | 전거 ・ 비고 |
| --------------------------------------------------------- | ------------------------------------------------------- | -------------------------------------------------------------- | --- |
| 오노노 아즈마비토                                         | - 덴표(天平) 원년 9월(729년 10월) 보인다. -             | 안찰사 겸임、종4위하(従四位下)                                 | |
| 오토모노 고마로                                           | 덴표쇼호(天平勝宝) 9세(歳) 6월 16일(757년 7월 6일) 임명 | 좌대변(左大弁) 겸임、정4위하(正四位下)                         | 같은 해 7월 4일(7월 24일) 죄를 지어 죽었다.                                                                           |
| 후지와라노 에미노 아사카리(藤原恵美朝猟)                  | - 덴표호지(天平宝字) 4년 1월(760년 1월) 보인다. -       | 무쓰 안찰사 겸임、정5위하(正五位下)                            | |
| 다나카노 다다마로(田中多太麻呂)                           | 덴표호지 8년 9월 29일(764년 10월 28일) 임명             | 무쓰노카미 겸임、종4위하                                       | |
| 이시카와 나타리(石川名足)                                 | 진고케이운(神護景雲) 2년 9월 4일(768년 10월 18일) 임명  | 야마토노카미(大和守) 겸임、정5위상(正五位上)                   | |
| 사카노우에노 간다마로(坂上苅田麻呂)                       | 진고케이운 4년 9월 16일(770년 10월 9일) 임명            | 정4위하(正四位下)                                              | |
| 사에키 미노(佐伯美濃)                                     | 호키(宝亀) 2년 윤3월 1일(771년 4월 20일) 임명           | 무쓰노카미 겸임、종4위하                                       | |
| 오토모노 스루가마로(大伴駿河麻呂)                         | 호키 4년 7월 21일(773년 8월 13일) 임명                  | 무쓰 안찰사 ・ 무쓰노카미 겸임、정4위하(正四位下)              | 호키 7년 7월 7일(776년 7월 26일) 졸하였다.                                                                            |
| 기노 히로즈미(紀広純)                                     | - 호키 8년 음력12월(778년 1월) 보인다. -                | 정5위하(正五位下) 훈5등 → 종4위하(従四位下) 훈4등              | |
| 오토모노 야카모치                                         | 덴오(天応) 2년 6월 17일(782년 7월 31일) 임명            | 무쓰 안찰사 ・ 춘궁대부(春宮大夫) 겸임、종3위(従三位)          | |
| 구다라노고니키시 준테쓰(百済王俊哲)                       | - 엔랴쿠(延暦) 6년 윤5월 5일(787년 6월 24일) 해임       | 정5위상(正五位上)                                              | 휴가노곤노스케(日向権介)로 좌천되었다.                                                                                |
| 다지히노 우미(多治比宇美)                                 | 엔랴쿠 7년 음력 2월 28일(788년 4월 8일) 임명            | 무쓰 안찰사 ・ 무쓰노카미 겸임、정5위하(正五位下)              | |
| 구다라노고니키시 준테쓰                                   | 엔랴쿠 10년 9월 22일(791년 10월 23일) 임명              | 시모쓰케노카미(下野守) 겸임、정5위상(正五位上)                 | |
| 사카노우에노 다무라마로                                   | 엔랴쿠 15년 10월 27일(796년 11월 30일) 임명             | 고노에노쇼조(近衛少将) 겸임、종4위하(従四位下)                 | |
| 구다라노고니키시 교준(百済王教俊)                         | - 다이도(大同) 3년 6월(808년 7월) 보인다. -             | 무쓰노스케(陸奥介) 겸임、종5위하(従五位下)                     | |
| 사에키노 미미마로                                         | 다이토 4년 음력 1월 16일(809년 2월 4일) 임명            | 종5위하(従五位下)                                              | |
| 모노노베노소우사노 다리쓰구(物部匝瑳足継)                 | 고닌(弘仁) 3년 음력 2월 10일(812년 3월 26일) 임명       | 외종5위상(外従五位上)                                          | |
| 사카노우에노 기요노(坂上浄野)                             | 고닌 10년 1월(819년 2월) 임명                           | 종5위하                                                        | 《문덕실록》(文徳実録)의 졸전(卒伝)                                                                                   |
| 모노노베노소우사노 구마이(物部匝瑳熊猪)                   | 조와(承和) 원년 5월 19일(834년 6월 29일) 임명           | 전 주전윤(主殿允)、외종5위하(外従五位下)                       | |
| 소우사노 스에모리(匝瑳末守)                               | - 조와 4년 4월(837년 5월) 보인다. -                     | 외종5위하?                                                     | |
| 미하루노 하마누시(御春浜主)                               | 조와 7년 1월 30일(840년 3월 7일) 임명                   | 종5위하                                                        | |
| 사카노우에노 마사무네(坂上当宗)                           | 조와 13년 음력 2월 11일(846년 3월 11일) 임명            | 무쓰노스케 겸임, 종5위하                                       | |
| 도모노 미무네(伴三宗)                                     | 가쇼(嘉祥) 4년 1월 11일(851년 [2월 15일]]) 임명         | 종5위하                                                        | 닌주(仁寿) 4년 8월 16일(854년 9월 11일) 졸하였다.                                                                     |
| 훈야노 미치요(文室道世)                                   | 닌주 4년 8월 17일(854년 9월 12일) 임명                  | 전 우근위장감(右近衛将監)、종5위하                             | |
| 오노노 하루에다(小野春枝)                                 | 사이코(斉衡) 3년 음력 2월 8일(856년 3월 17일) 임명      | 종5위하                                                        | |
| 사카노우에노 마사미치(坂上当道)                           | 덴난(天安) 3년 음력 1월 16일(859년 2월 22일) 임명       | 무쓰노카미 겸임、종5위하                                       | 이름은 다카미치(高道)라고도                                                                                           |
| 오노노 하루에다                                           | 조간(貞観) 2년 음력2월 14일(860년 3월 10일) 임명        | 종5위하                                                        | |
| 훈야노 간라마로(文室甘楽麻呂)                             | 조간 7년 음력 1월 27일(865년 2월 26일) 임명             | 전 무쓰노스케(陸奥介)、종5위하                                 | |
| 미하루 미네요시(御春岑能)                                 | 조간 10년 음력 1월 16일(868년 2월 13일) 임명            | 종5위하                                                        | |
| 아베노 히코(安倍比高)                                     | 조간 말년( - 876년) 임명                                | 종5위하                                                        | 오노노 하루카제의 전임자                                                                                              |
| 오노노 하루카제(小野春風)                                 | 간교(元慶) 2년 음력 6월 8일(878년 7월 11일) 임명        | 종5위하                                                        | 일설에는 같은 해 음력 5월 4일(6월 8일) 임명되었다고 한다                                                              |
| 아베노 미토라(安倍三寅)                                   | 간교 8년 음력 3월 9일(884년 4월 8일) 임명               | 원래 사바노스케(左馬助)、종5위상(従五位上])                    | |
| 미하루 다네자네(御春種実)                                 | 닌나(仁和) 2년 음력 1월 16일(886년 2월 23일) 임명       | 종5위하                                                        | |
| 후지와라노 도키나가(藤原時長)※                            |                                                         |                                                                | 《손피빈먀쿠》(尊卑分脈)                                                                                              |
| 후지와라노 시게나가(藤原茂永)                             | - 엔기(延喜)10년 음력 5월(910년 6월) 보인다. -          |                                                                | 《서궁기》(西宮記) 권제8                                                                                              |
| 후지와라노 도시히토(藤原利仁)                             | 엔기 15년(915년)? 임명되었다                            | 종4위하(従四位下)?                                             | 《손피빈먀쿠》. 이름은 도시히라(利平)라고도                                                                           |
| 다이라노 구니카(平国香)※                                  |                                                         |                                                                | 《손피빈먀쿠》 |
| 다이라노 요시마사(平良将)                                 | 엔초(延長) 연간(923년 - 930년)? 임명되었다              | 종5위하                                                        | 《부상략기》(扶桑略記). 이름은 요시모치(良持)라고도                                                                   |
| 후지와라노 아리카타(藤原有象)※                            |                                                         |                                                                | 《손피빈먀쿠》. 호(号) ・ 주 쇼군(中将軍)                                                                             |
| 다이라노 요시부미(平良文)※                                | 덴교(天慶) 2년(939년)? 임명되었다                       | 종5위상?                                                       | 《지바 대계도》(千葉大系図)                                                                                           |
| 후지와라노 히데사토(藤原秀郷)                             | 덴교 3년 음력 4월 25일(940년 6월 3일)? 임명되었다       | 종4위하?                                                       | 《유우키 계도》(結城系図)                                                                                             |
| 도모노 아리토키(伴有時)?                                  |                                                         | 무쓰노카미 겸임                                                | 《관지집》(貫之集) |
| 다이라노 사다모리(平貞盛)                                 | - 덴교 10년 음력 2월(947년 3월) 보인다. -               |                                                                | 《일본기략》(日本紀略). 호 ・ 헤이 쇼군(平将軍)                                                                       |
| 미나모토노 나카노부(源仲舒)                               | 덴토쿠(天徳) 3년 음력 9월(959년 10월) 경에 임명되었다.  | 4위                                                            | 《청신공집》(清慎公集)                                                                                                |
| 미나모토노 노부타카(源信孝)                               | - 고호(康保) 2년 음력 4월(965년 5월) 보인다. -          | 종5위하                                                        | 《조야군재》(朝野群載) 권제22. 호 ・ 고마쓰 쇼군(小松将軍)                                                            |
| 후지와라노 후미노부(藤原文信)※                            |                                                         |                                                                | 《손피빈먀쿠》 |
| 후지와라노 지쓰네(藤原千常)                               | 안나(安和) 3년 1월 15일(970년 2월 23일) ？임명          |                                                                | 《유우키 계도》. 이름은 지쓰네(知常)라고도                                                                            |
| 후지와라노 스에후미(藤原季文)                             | 덴엔(天延) 2년 1월 29일(974년 2월 23일) 임명            | 전 우마노스케(右馬助)                                          | 《공경보임》 간나(寛和) 3년조                                                                                         |
| 후지와라노 지카타(藤原千方)                               | 덴겐(天元) 2년 1월 29일(979년 2월 28일) ？임명          |                                                                | 《유우키 계도》. 이름은 지카타(知方)라고도 한다.                                                                      |
| 후지와라노 후미나가(藤原文脩)                             | 에이엔(永延) 2년 10월 3일(988년 11월 14일) 임명         | 종5위하                                                        | 《소우기》(小右記). 이름은 文條 ・ 文修라고도 한다.                                                                   |
| 미나모토노 미쓰마사(源満政)※                              |                                                         |                                                                | 《손피빈먀쿠》 |
| 후지와라노 가네미쓰(藤原兼光)                             | 조토쿠(長徳) 4년 1월 15일(998년 2월 14일)? 임명되었다   |                                                                | 《오야마 계도》(小山系図)                                                                                             |
| 다이라노 고레시게(平維茂)※                                |                                                         |                                                                | 《손피빈먀쿠》. 호 ・ 요고 쇼군(余五将軍)                                                                             |
| 다이라노 고레요시(平維良)                                 | - 조와(長和) 3년 음력 2월(1014년 3월) 보인다. -         |                                                                | 《소우기》. 일설에는 고레시게와 동일인물이라고도 한다.                                                                |
| 다이라노 고레요시                                         | 조와 4년(1015년) 중임                                   |                                                                | 《미도 간파쿠기》(御堂関白記)                                                                                         |
| 다이라노 나가모리(平永盛)                                 | 간닌(寛仁) 2년 1월 23일(1018년 2월 11일)? 임명되었다    | 종5위하                                                        | 《안자이 씨 계도》(安西氏系図). 호・ 헤구리 쇼군(平群将軍)                                                            |
| 후지와라노 요리유키(藤原頼行)                             | 지안(治安) 2년 1월 29일(1022년 3월 4일)? 임명되었다     |                                                                | 《유우키 계도》 |
| 미나모토노 요리노부(源頼信)                               | 지안 3년 8월(1023년 8월)? 임명되었다                    |                                                                | 《계도찬요》(系図纂要)                                                                                                |
| 미나모토노 요리요시(源頼義)                               | 덴기(天喜) 원년 (1053년) 임명                           | 무쓰노카미 겸임                                                | 《본조속문취》(本朝続文粋) 권제6                                                                                      |
| 기요하라노 다케노리(清原武則)                             | 고헤이(康平) 6년 음력 2월 27일(1063년 3월 29일) 임명    | 종5위상(従五位上)                                              | 《부상략기》。 호 ・ 세이 쇼군(清将軍)                                                                                |
| 기요하라노 사네히라(清原貞衡)                             | 엔큐(延久) 연간(1069년 - 1073년)? 임명되었다            | 종5위하                                                        | 《미도 셋쇼 별기 이문서》(御堂摂政別記裏文書). 이름은 사네히라(真衡)라고도 한다.                                      |
| 미나모토노 요시이에                                       | 에이호(永保) 3년(1083년) 임명                           | 무쓰노카미 겸임                                                | 《손피빈먀쿠》 |
| 후지와라노 사네무네(藤原実宗)                             | 고와(康和) 원년 음력 12월 14일(1100년 1월 26일) 임명    | 무쓰노카미 겸임?                                               | 《본조세기》(本朝世紀)                                                                                                |
| 후지와라노 모토요리(藤原基頼)                             | 조지(長治) 원년 음력 5월 2일(1104년 5월 27일) 임명      | 무쓰노카미 겸임                                                | 《중우기》(中右記) |
| 다이라노 모치쓰나(橘以綱)                                 | 에이큐(永久)원년 음력 7월 29일(1113년 9월 10일) 임명    | 무쓰노카미 겸임、종4위상                                       | 《전력》(殿暦) |
| 후지와라노 모로쓰나(藤原師綱)                             | 호엔(保延) 연간(1135년 - 1140년)? 임명되었다            | 무쓰노카미 겸임                                                | 《손피빈먀쿠》 |
| 후지와라노 모토나리(藤原基成)                             | 고지(康治) 2년 음력 6월 29일(1143년 8월 11일) 임명      | 무쓰노카미 겸임、종5위상(従五位上)                             | 《본조세기》 |
| 후지와라노 마사타카(藤原雅隆)                             | 保元2년 음력 9월 19일(1157년 10월 23일) 임명            | 무쓰노카미 겸임、종5위상                                       | 《효한키》(兵範記) |
| 후지와라노 나가미쓰(藤原長光)                             | - 조칸(長寛) 원년 음력 4월(1163년 5월) 보인다. -        | 무쓰노카미・문장박사(文章博士) 겸임、종4위상                   | 《장각감문》(長寛勘文). 이름은 나가미쓰(永光)라고도                                                                   |
| 후지와라노 히데히라(藤原秀衡)                             | 가오(嘉応) 2년 음력 5월 25일(1170년 7월 10일) 임명      |                                                                | 《효한키》 |
| 후지와라노 노리스에(藤原範季)                             | 안겐(安元) 2년 음력 3월 30일(1176년 5월 10일) 임명      | 무쓰노카미 겸임、정5위하(正五位下)                             | 《교쿠요》(玉葉) |
| 아시카가 다카우지(足利尊氏)                               | 겐코(元弘) 3년 음력 6월 5일(1333년 7월 17일) 임명       | 전 사효에노카미(左兵衛督)、종4위하(従四位下)                   | 《공경보임》(公卿補任)                                                                                                |
| 기타바타케 아키이에(北畠顕家)                             | 겐무(建武) 2년 음력 11월 12일(1335년 12월 26일) 임명    | 우중장(右中将) ・ 무쓰노곤노카미(陸奥権守) 겸임、종2위(従二位) | 《공경보임》. 훗날 진주후다이쇼군(鎮守府大将軍)                                                                       |
| 기타바타케 아키노부(北畠顕信)                             | 엔겐(延元) 3년 음력 윤7월(1338년 9월) 임명              | 좌중장(左中将) ・ 무쓰노스케(陸奥介) 겸임、종3위(従三位)       | 《신황정통기》(神皇正統記) 남조(南朝)에 의해 보임되었다.                                                              |
| 아시카가 다다후유？                                       | 간노(観応) 원년 음력 10월 25일(1350년 11월 25일) 임명   | 사효에노카미(左兵衛督) 겸임                                    | 《참고태평기》(参考太平記). 양아버지이자 삼촌인 다다요시(直義)라고 기록된 것도 있으나 오기이다.                       |
| 닛타 요시시게(新田義重)                                   | 게이초(慶長) 16년 음력 3월 22일(1611년 5월 4일) 추증    | (종5위하)                                                      | 《효량숙녜기》(孝亮宿禰記). 스스로 닛타 씨의 후손을 자처했던 도쿠가와 가(徳川家)에 의한 조상 현창 사업에 따른 것이다. |
| 〔참고〕 재임 기간 불명 또는 재임 여부에 의문이 있는 인물 |                                                         |                                                                | |
| 다이라노 요시카네(平良兼)                                 |                                                         |                                                                | 《계도찬요》 |
| 다이라노 요시요리(平良繇)                                 |                                                         |                                                                | 《손피빈먀쿠》。 이름은 良孫라고도 한다.                                                                              |
| 후지와라노 아리요리(藤原有頼)                             |                                                         |                                                                | 《계도찬요》 |
| 미나모토노 쓰네모토                                       |                                                         |                                                                | 《손피빈먀쿠》 |
| 다이라노 시게모리(平繁盛)                                 |                                                         |                                                                | 《히타치노다이죠 계도》(常陸大掾系図)                                                                                 |
| 미나모토노 에라부(源撰)                                   |                                                         |                                                                | 《손피빈먀쿠》 |
| 미나모토노 후에루(源増)                                   |                                                         |                                                                | 《손피빈먀쿠》 |
| 후지와라노 지하루(藤原千晴)                               |                                                         |                                                                | 《손피빈먀쿠》。 이름은 지토키(千時)라고도 한다.                                                                      |
| 미나모토노 미쓰나카(源満仲)                               |                                                         |                                                                | 《손피빈먀쿠》 |
| 미나모토노 요리미쓰(源頼光)                               |                                                         |                                                                | 《계도찬요》 |
| 다이라노 다다미치(平忠通)                                 |                                                         |                                                                | 《계도찬요》 |

### 내용주
1. 1 2 3  한편 본래는 진주쇼군(또는 무쓰진주쇼군陸奥鎮守将軍)이 임용되어 「진주후쇼군」이라고는 부르지 않았다. 사카노우에노 다무라마로 무렵에는 진주후가 이동하여 무쓰 국부와 거리가 멀어졌기 때문에 「후」(府)라는 글자를 넣어서 「진주후쇼군」이라고 불리게 되었다고 알려져 있는데, 일본의 정사인 육국사에서는 사카노우에노 다무라마로 이후에도 모두 「진주쇼군」이라고 기재되어 있다.
2. ↑  오노노 아즈마비토 이전에는 와도(和銅) 2년(709년) 3월 5일에 무쓰진주쇼군(陸奥鎮東将軍)으로 임명되었던 고세노 마로(巨勢麻呂), 같은 날 세이에치고에미시쇼군(征越後蝦夷将軍)로 임명되었던 사에키노 이와유(佐伯石湯), 요로(養老) 4년(720년) 음력 9월 29일에 지세쓰세이이쇼군(持節征夷将軍)으로 임명되었던 다지히노 아가타마로(多治比縣守), 같은 날 지세쓰진제키쇼군(持節鎮狄将軍])으로 임명되었던 아베노 스루가(阿倍駿河) 등 일본 조정의 이른바 에미시 정토(蝦夷征討)를 지휘할 장군 임명에 대한 기록이 있다.[1]
3. ↑  당시의 일본 조정의 지배 지역에서 파견된 병사가 주둔하였다. 대부분은 가즈사국(上総国), 시모우사 국(下総国)을 중심으로 하는 이른바 '도고쿠'(東国) 지역 출신자들이었다.
4. ↑  일본 조정의 에미시 정토(蝦夷征討) 즉 정이(征夷) 때에는 임시로 장군이 임명되었으나 오토모노 야카모치(大伴家持)나 사카노우에노 다무라마로의 경우에는 자신이 절도(節刀)를 하사받아 세이토쇼군(征東将軍)이나 세이이타이쇼군(征夷大将軍)으로써 에미시 정토군을 지휘하였고, 무쓰 안찰사(陸奥按察使) 훈야노 아야마로(文室綿麻呂)가 세이이쇼군으로 임명되었을 때에는 진주쇼군이었던 사에키 미미마로는 세이이후쇼군(征夷副将軍)이 되었다.
5. ↑  임시 장군의 예로써 따로 세이토타이쇼군(征東大将軍) 기노 고사미(紀古佐美)[2]나, 세이이타이쇼군 오토모노 오토마로(大伴弟麻呂)[3]가 있는데, 세이토타이쇼군이나 세이이타이쇼군이 최초로 등장하는 사례이다. 이들 에미시 정토의 쇼군에게는 천황이 절도를 하사하여 군사적인 전권을 위임하였다.
6. ↑  「粗勘先規、於鎮守府宣下者、坂上中興以後、至藤原範季〔安元二年三月〕、雖及七十度（하략）」
7. ↑  친아버지인 아시카가 다카우지가 한때 임명되었던 관직이기도 하다.

### 참조주
1. ↑  속일본기(続日本紀)
2. ↑  『쇼쿠니혼키』 엔랴쿠(延暦) 7년 음력 12월 7일조
3. ↑  『일본기략』(日本紀略) 엔랴쿠 13년 1월 1일조
4. ↑  遠藤巌 1976年
5. ↑  菅野文夫 1992年
6. ↑  《아즈마카가미》 주에이(寿永) 3년 정월 10일조[주해 6]

## 참고 문헌
- 엔도 칸 「중세 국가의 동이 성패권에 대해」(『마츠마에 번과 마쓰마에』 제9호  )
- 스가노 후미오 「히라이즈미의 『막부』」(『월간 역사 수첩』 제20권 제10호 명저 출판, 1992년 10월,  )
- 타카하시 타카시 『사카우에다무라 마로』 요시카와 히로후미칸〈인물총서〉, 신고판 1988년, ISBN 4642050450
- 미야자키 야스히로 편 「국사 보임 제1~5」 속군 서류 종완성회, 1989~91년, NCID BN03854234
- 신노 나오요시 「타무라 마로와 아미 유류」 요시카와 히로후미칸, 1994년, ISBN 4642074252
- 쿠도 마사키 『파도의 고대사 』
- 「북방 관계관인 보임표」（『아오모리현사 자료편 고대1』 아오모리현, 2001년,  )

## 같이 보기
- 진수부 (고대)
- 육오국사
- 아키타죠노스케
- 정동대장군
- 정서대장군
- 세이이타이쇼군
- 진옥 장군
- 정토대장군
- 기병 대장군
- 표기장군
- 거기장군
- 위장군